# Jasper Aerents
Jasper Aerents, född 18 december 1992, är en belgisk simmare.
Aerents tävlade i två grenar för Belgien vid olympiska sommarspelen 2012 i London. Han blev utslagen i försöksheatet på 50 meter frisim och på 4 x 100 meter frisim tog han sig till final.
Vid olympiska sommarspelen 2016 i Rio de Janeiro tävlade Aerents i två grenar. Han blev utslagen i försöksheatet på 50 meter frisim och tog sig till final på 4 x 100 meter frisim.